# Kabupaten Morowali
Kabupaten Morowali är ett kabupaten i Indonesien.   Det ligger i provinsen Sulawesi Tengah, i den centrala delen av landet, 1 700 km öster om huvudstaden Jakarta. Antalet invånare är 206 322.